# Billy Fury
Billy Fury (7. april 1940 – 28. januar 1983) var en engelsk sanger fra Liverpool. Han var i slutningen af 50'erne og frem til starten af 60'erne international kendt, og han forblev en stadig aktiv sangskriver frem til 80'erne. I 1983 døde han på St Mary Abbott's Hospital, Paddington, West London. Han var kendt for numre som Maybe Tomorrow, Collette, That's Love, Halfway To Paradise, Jealousy m.fl. Han medvirkede også i film såsom Play It Cool (1962).